# Həsən Əliyev
Həsən Əliyev (Qazax, 14 novembre 1989) è un lottatore azero, specializzato nella lotta greco-romana.
È stato campione del mondo a Mosca 2010 e a Budapest 2016.

## Palmarès
- Mondiali

Mosca 2010: oro nei 60 kg.
Budapest 2016: oro nei 71 kg.
- Europei

Baku 2010: oro nei 60 kg.
Dortmund 2011: bronzo nei 60 kg.
Tbilisi 2013: bronzo nei 66 kg.
Vantaa 2014: argento nei 66 kg.
Riga 2016: bronzo nei 71 kg.
- Giochi europei

Baku 2015: bronzo nei 66 kg.
- Giochi mondiali militari

Wuhan 2019: argento nei 77 kg.
- Mondiali militari

Scopje 2016: oro nei 71 kg.
Mosca 2018: oro nei 77 kg.
- Mondiali junior

Ankara 2009: oro nei 60 kg.
- Europei junior

Tbilisi 2009: oro nei 60 kg.
- Europei cadetti

Istanbul 2006: argento nei 46 kg.